# Pyrgomorphella tulearensis
Pyrgomorphella tulearensis är en insektsart som beskrevs av Marius Descamps och Wintrebert 1966. Pyrgomorphella tulearensis ingår i släktet Pyrgomorphella och familjen Pyrgomorphidae. Inga underarter finns listade i Catalogue of Life.